# Dodge Ram Wagon
Der Dodge Ram Wagon war ein großer Transporter („Fullsize Van“), der von 1971 bis 2003 von der Chrysler-Gruppe unter dem Markennamen Dodge vertrieben wurde. Es gab ihn als Kastenwagen für den Gütertransport, als Kleinbus für den Personentransport und auch Sonderausstattungen wie Krankenwagen oder Wohnmobil.

## Beschreibung

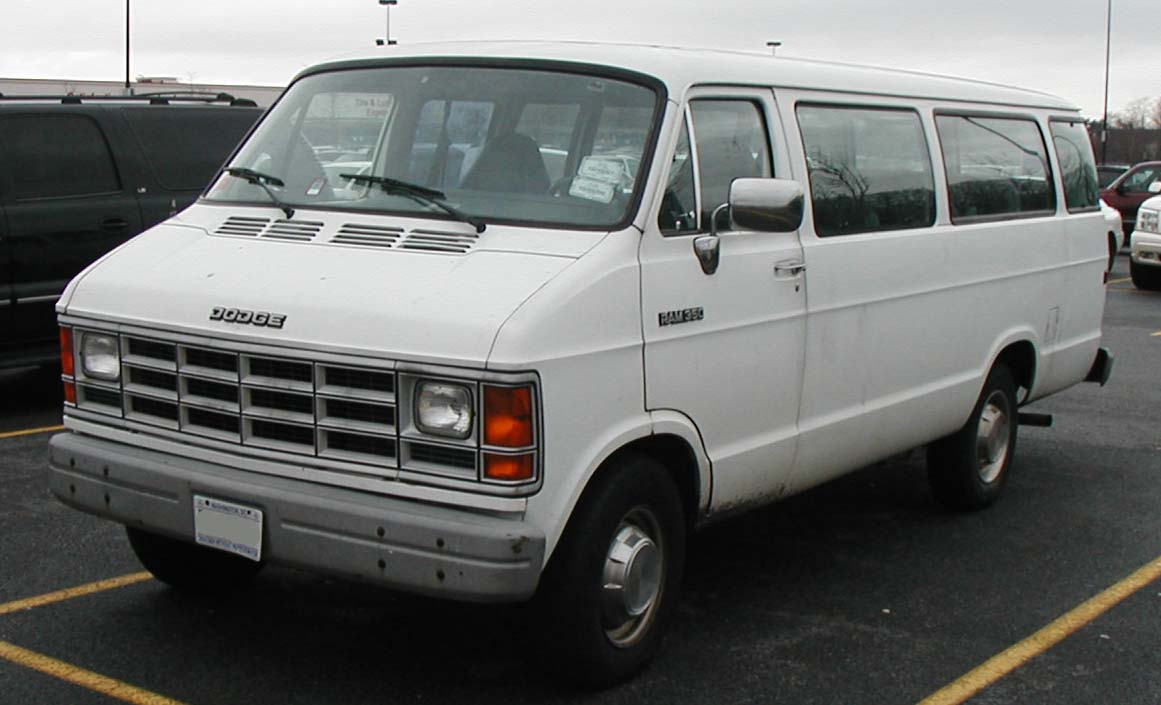
Dodge Ram 350 (1. Generation)

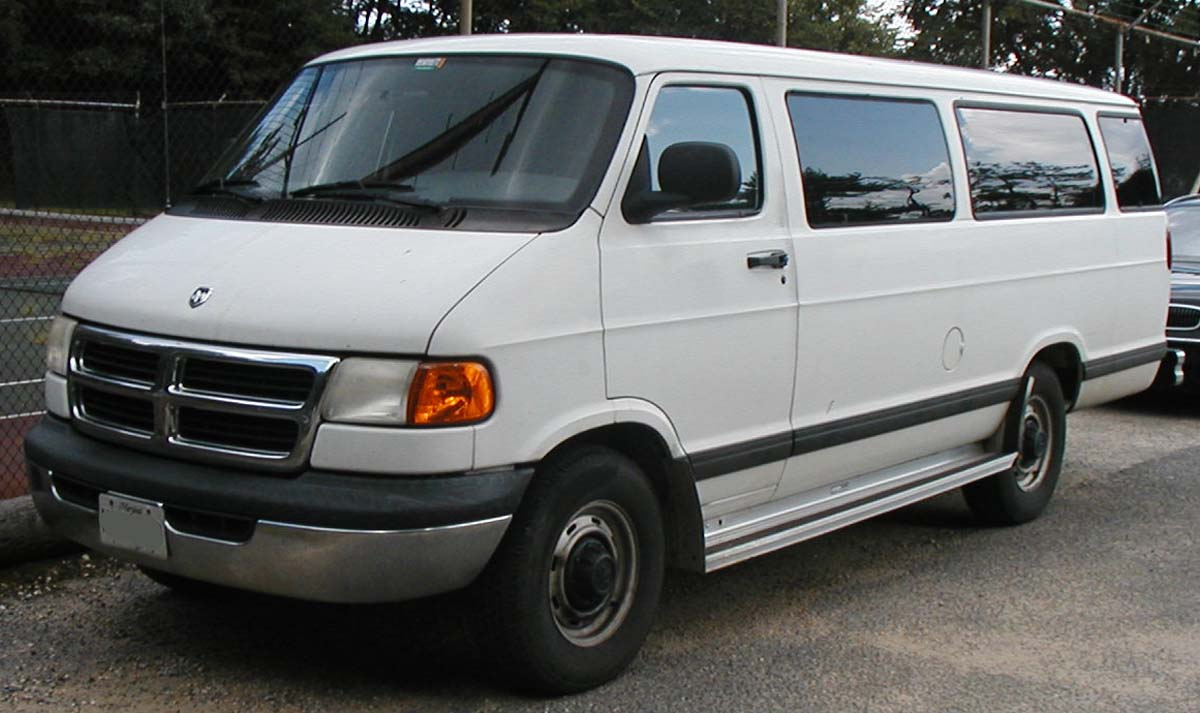
Dodge Ram Wagon (2. Generation)

Den Ram Wagon gab es in Kurz-, Lang- und Maxi-Langversion auf Fahrgestellen mit den Radständen 2769 mm und 3226 mm. Das äußere Erscheinungsbild wurde für das Modelljahr 1994 überarbeitet, was die erste Modellpflege seit 1971 darstellte, wenn auch die Hauptscheinwerfer, der Kühlergrill und die Rückleuchten in dieser Zeit überarbeitet wurden. Das Armaturenbrett wurde zuletzt 1978 verändert und blieb bis 1997 in dieser Form, bis es Halter für Trinkbecher erhielt.
Einen Camperausbau mit Namen Dodge Sportsman gab es von 1978 bis 1994; er enthielt eine Sitzgruppe und einen Schlafplatz. 1998 wurde der Motor um 10 cm nach vorn versetzt, wodurch der Innenraum vergrößert wurde. Die daraus resultierenden Änderungen in der Außenform ließen das Fahrzeug vorn etwas „heraus geschoben“ aussehen. 1995 änderte Dodge die Seriennummern auf 1500, 2500 und 3500 (vorher waren es 150, 250 und 350). 1995 oder 1996 verschwand die hintere Armauflage. 1997 waren die vorderen Dreiecksfenster nicht mehr zu öffnen, 1998 verschwanden sie ganz.
Wenn man von den Fahreigenschaften und der Motorleistung absieht, gibt es kaum Unterschiede zwischen einem Ram Wagon von 2003 und einem „Sportsman Royal“ von 1973. Die Namen „Ram Van“ und „Ram Wagon“ ersetzten die Modellnamen „Tradesman“ und „Sportsman“, mit denen Dodge den Lieferwagen und den Kleinbus bezeichnete.
Den Dodge Ram Wagon gab es in drei Ausführungen:
- 1500 (Radstand 2769 mm oder 3226 mm)
- 2500 (Radstand 2769 mm oder 3226 mm)
- 3500 (Radstand 3226 mm und lange Karosserie als Maxi-Wagon)

Die Fusion von Chrysler und Daimler-Benz bewirkte einige Änderungen in der Dodge-Modellpalette. Der Ram Van wurde 2003 als erstes Modell eingestellt und durch ein europäisches Modell ersetzt: Der neue Dodge Sprinter war vom Mercedes-Benz Sprinter abgeleitet und wurde bis 2010 angeboten. Dessen Nachfolger ist in der Chrysler-Gruppe der Ram ProMaster, ein Sevel Sud-Derivat. 
Das Fahrerhaus des 1970er-Jahre-Dodge Ram Wagon wurde mit einigen Modifikationen auch in den europäischen leichten und mittelschweren Lkw der Dodge 50-Serie verwendet.

## Motoren
- 3,9-Liter-Sechszylinder-V-Motor (129 kW)
- 5,2-Liter-Achtzylinder-V-Motor (165 kW)
- 5,9-Liter-Achtzylinder-V-Motor (173 kW)